# カンポ・オリンピコ・ジ・ゴウフィ

ゴルフ場の地図

カンポ・オリンピコ・ジ・ゴウフィ (ポルトガル語: Campo Olímpico de Golfe)は、ブラジル・リオデジャネイロ・バーハ・ダ・チジュカ地区の マラペンディ環境保護区に位置し、2016年に開催されたオリンピックのゴルフ競技を実施するために開設されたゴルフ場である。
ゴルフコースはギルバート・ハンスが設計し、クラブハウスはコンペを行った結果、ブラジルの Rua Arquitetosという設計事務所のペドロ・エヴォラ (Pedro Évora)とペドロ・リヴェラ(Pedro Rivera)の案が採用された。
オリンピックのゴルフ競技は、1904年大会以来112年ぶりに行われ、 男子と女子の個人種目を実施した。
オリンピック終了後、パブリックゴルフ場として開業した。